# Diskografie King Crimson
Toto je diskografie britské rockové skupiny King Crimson.

## Studiová alba
| Rok  | Album                            | UK  | US  | Label             |
| ---- | -------------------------------- | --- | --- | ----------------- |
| 1969 | In the Court of the Crimson King | 5   | 28  | Island Records    |
| 1970 | In the Wake of Poseidon          | 4   | 31  | Island Records    |
| 1970 | Lizard                           | 29  | 76  | Island Records    |
| 1971 | Islands                          | 30  | 76  | Island Records    |
| 1973 | Larks' Tongues in Aspic          | 20  | 61  | Island Records    |
| 1974 | Starless and Bible Black         | 28  | 64  | Island Records    |
| 1974 | Red                              | 45  | 66  | Island Records    |
| 1981 | Discipline                       | 41  | 45  | E.G. Records      |
| 1982 | Beat                             | 39  | 52  | E.G. Records      |
| 1984 | Three of a Perfect Pair          | 30  | 58  | E.G. Records      |
| 1995 | THRAK                            | 58  | 83  | Virgin Records    |
| 2000 | The ConstruKction of Light       | 129 | —   | Virgin Records    |
| 2003 | The Power to Believe             | 162 | 150 | Sanctuary Records |

## Koncertní alba
| Rok  | Album                                                 | Nahráno   | Label                    |
| ---- | ----------------------------------------------------- | --------- | ------------------------ |
| 1972 | Earthbound                                            | 1972      | Island Records           |
| 1975 | USA                                                   | 1974      | Island Records           |
| 1992 | The Great Deceiver                                    | 1973–1974 | Virgin Records           |
| 1995 | B'Boom: Live in Argentina                             | 1994      | Discipline Global Mobile |
| 1996 | THRaKaTTaK                                            | 1995      | Discipline Global Mobile |
| 1997 | Epitaph                                               | 1969      | Discipline Global Mobile |
| 1997 | The Night Watch                                       | 1973      | Discipline Global Mobile |
| 1998 | Absent Lovers: Live in Montreal                       | 1984      | Discipline Global Mobile |
| 1999 | Cirkus: The Young Persons' Guide to King Crimson Live | 1969–1998 | Virgin Records           |
| 2000 | Heavy ConstruKction                                   | 2000      | Discipline Global Mobile |
| 2001 | VROOOM VROOOM                                         | 1995–1996 | Discipline Global Mobile |
| 2002 | Ladies of the Road                                    | 1971–1972 | Discipline Global Mobile |
| 2003 | EleKtriK: Live in Japan                               | 2003      | Discipline Global Mobile |
| 2015 | Live at the Orpheum                                   | 2014      | Discipline Global Mobile |
| 2016 | Live in Toronto                                       | 2015      | Discipline Global Mobile |
| 2016 | Radical Action (To Unseat the Hold of Monkey Mind)    | 2015      | Discipline Global Mobile |
| 2017 | Live in Chicago                                       | 2017      | Discipline Global Mobile |
| 2018 | Live in Vienna                                        | 2016      | Discipline Global Mobile |

- Dalších 46 koncertních nahrávek bylo oficiálně vydáno v rámci sběratelské edice King Crimson Collector's Club.
- Album Live in Mexico City (nahráno 1996) bylo v roce 1999 k dispozici za poplatek ke stažení z internetu.

## Kompilační alba
| Rok  | Album                                                           | Label                    |
| ---- | --------------------------------------------------------------- | ------------------------ |
| 1976 | A Young Person's Guide to King Crimson                          | Island Records           |
| 1986 | The Compact King Crimson                                        | E.G. Records             |
| 1991 | Frame by Frame: The Essential King Crimson                      | Caroline Records         |
| 1993 | Sleepless: The Concise King Crimson                             | Caroline Records         |
| 2004 | The 21st Century Guide to King Crimson – Volume One – 1969–1974 | Discipline Global Mobile |
| 2005 | The 21st Century Guide to King Crimson – Vol. 2 – 1981–2003     | Discipline Global Mobile |
| 2006 | The Condensed 21st Century Guide to King Crimson                | Discipline Global Mobile |
| 2014 | The Elements of King Crimson                                    | Discipline Global Mobile |

## Extended Play
| Rok  | EP                                        | Label                    |
| ---- | ----------------------------------------- | ------------------------ |
| 1991 | Heartbeat: The Abbreviated King Crimson   | Caroline Records         |
| 1994 | VROOOM                                    | Discipline Global Mobile |
| 2001 | Level Five                                | Discipline Global Mobile |
| 2002 | Happy with What You Have to Be Happy With | Sanctuary Records        |
| 2017 | Heroes                                    | Discipline Global Mobile |

## Singly
- 1969 – „The Court of the Crimson King“
- 1970 – „Cat Food“
- 1974 – „The Night Watch“
- 1976 – „Epitaph“
- 1981 – „Matte Kudasai“
- 1981 – „Elephant Talk“
- 1981 – „Thela Hun Ginjeet“
- 1982 – „Heartbeat“
- 1984 – „Three of a Perfect Pair“
- 1984 – „Sleepless“
- 1995 – „Dinosaur“
- 1995 – „People“
- 1995 – „Sex Sleep Eat Drink Dream“

## Video alba
- 1982 – The Noise: Frejus (koncert 1982)
- 1984 – Three of a Perfect Pair: Live in Japan (koncert 1984)
- 1996 – Live in Japan (koncert 1995)
- 1999 – Déjà VROOOM (koncert 1995)
- 2003 – Eyes Wide Open (koncerty 2000 a 2003)
- 2004 – Neal and Jack and Me (koncerty 1982 a 1984)